# Georg Josef Seybel
Georg Josef Seybel (* 10. September 1825 in Nordrach; † 15. März 1886 in Karlsruhe) war ein deutscher Jurist und Verwaltungsbeamter.

## Leben
Seybel studierte zunächst Kameralwissenschaften an der Universität Freiburg und dann Rechtswissenschaften in Heidelberg. 1848 trat er als Rechtskandidat in den badischen Staatsdienst ein. Nach Praktika in Offenburg und Emmendingen und Einsätzen beim Freiburger Hofgericht, sowie diversen Bezirksämtern wurde er 1860 Amtmann im Oberamt Pforzheim. 1863 bis 1872 wirkte er dann als Amtsvorstand im Bezirksamt Schopfheim und danach weitere 10 Jahre als Vorstand des Bezirksamts Lörrach. 1883 wurde er mit dem Titel Regierungsrat Mitglied des Verwaltungsgerichtshofes in Karlsruhe, wo er 1886 – kurz bevor er an einer Lungenentzündung starb – Vorsitzender Rat wurde. 
1877 wurde er im Ämterwahlbezirk 11 (Wahlbezirk des Amtes Schopfheim mit Teilen der Ämter Säckingen und Schönau) für die Nationalliberale Partei zum Mitglied der Zweiten Kammer der badischen Ständeversammlung gewählt. Er trat das Mandat am 15. November 1877 an und nahm es während zweier Wahlperioden bis 18. März 1880 wahr.
1874 wurde ihm der preußische Kronenorden 4. Klasse verliehen.
1877 erhielt er das Ritterkreuz 1. Klasse des Ordens vom Zähringer Löwen.